# Fərid Sadıxlı
Fərid Əziz oğlu Sadıxlı (ur. 2 lutego 2003) – azerski zapaśnik walczący w stylu klasycznym. 
Brązowy medalista MŚ wojskowych w 2023.
Wygrał olimpijski festiwal młodzieży w 2019. Trzeci na MŚ U-23 w 2023. Drugi na MŚ juniorów w 2023. Mistrz Europy kadetów trzeci na MŚ w 2019 roku.